# Liturgies protestantes en Alsace
Au XVIe siècle, la Réforme suscite des changements au plan de la liturgie et du culte. En général, elle s’exprime d’abord par des prédications et des textes programmatiques. Mais très tôt – à Strasbourg dès 1524 – on commence à célébrer la messe dans la langue du peuple et la communion sous les deux espèces. Des considérations théologiques et des directives, inspirées en particulier par Martin Bucer, auteur de Grund und Ursach se multiplient, débouchant tout au long du siècle sur de nouveaux textes liturgiques ainsi que sur une nouvelle structuration des célébrations. Les changements cultuels et la théologie réformatrice s’imposent dans la ville, bientôt suivie par d’autres villes et territoires en Alsace.

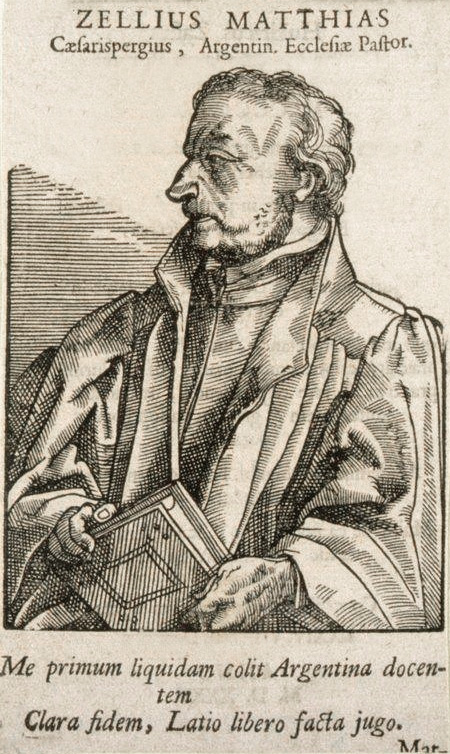
Matthieu Zell.

L’initiative des changements est prise par des théologiens acquis au message luthérien : chapelains, moines, prédicateurs, vicaires. À Strasbourg, c’est Matthieu Zell, le pléban de la cathédrale qui, en 1524, utilise pour la première fois l’allemand lors d’un baptême au lieu du latin. Son collègue Diebold Schwarz célèbre la même année la messe dans la même langue. Les divers formulaires liturgiques, et en particulier les chants, sont imprimés. Mais la réforme du culte – une res publica - n’aurait pas pu se faire sans l’accord des autorités civiles. C’est pourquoi les textes et directives liturgiques figurent souvent dans les Ordonnances ecclésiastiques promulguées par les autorités. À Strasbourg, celles-ci soumettent en 1529 la suppression de la messe au vote des échevins. Comme ailleurs dans l’espace protestant, des rites traditionnels comme l’emploi de sel et de l’huile au cours du baptême ou l’élévation dans la cène disparaissent. Au plan du vocabulaire, le terme « liturgie » n’apparaît que rarement, ainsi que celui de « culte ». On parle plutôt de « cérémonies », de Kirchenübung (exercice), de Kirchenamt (office), de Gebet (prière), d’Ordnung (ordonnance), de « rite », d’Agende, c’est-à-dire un formulaire qui contient l’ensemble des textes liturgiques en précisant le déroulement du culte. Le terme « messe » n’est plus employé.

## La diversité des textes liturgiques
Elle est frappante dans l’espace protestant. Il n’existe pas de missel unifié. Même s’il y a accord sur les grands principes dont l’affirmation de la justification par la foi qui écartait tout caractère sacrificiel de la messe et qu’on insistait sur la participation active des fidèles, deux facteurs expliquent la diversité. C’est d’une part la conviction qu’en matière de cérémonie, la diversité était légitime et qu’il fallait laisser une grande liberté aux célébrants et aux communautés locales. Il y a d’autre part le morcellement territorial au sein ont leurs propres formulations liturgiques.
Pour autant, divers facteurs contribuent à une certaine uniformisation. C’est d’une part l’héritage médiéval : les textes de la tradition tels que la prière dominicale, les paroles d’institution de la cène, la prière du Kirchengebet (une prière d’intercession), des hymnes médiévaux continuent à être utilisés. Et, même si la cène est toujours célébrée, la pratique d’un culte dominical en allemand, en particulier en Allemagne du sud, sans célébration de la cène, était déjà attestée à la fin du Moyen Âge, comme le montre le Manuale curatorum du Bâlois Johann Ulrich Surgant de 1502. Par ailleurs, l’influence de quelques Agendes extérieures à l’Alsace sur les Agendes en usage dans la région est frappante. C’est le cas en particulier de celles du Wurtemberg de 1536, et surtout de 1553 et de 1559. Rattachée à la Suisse, la ville de Mulhouse reprend dans une large mesure les textes et pratiques liturgiques de Bâle. Dans l’Alsace du nord, les formulaires liturgiques du duché de Deux-Ponts, de Leiningen-Westerburg (en), du Palatinat électoral et d’autres encore sont en usage. Dans la seconde moitié du siècle, la luthéranisation de la plupart des Églises protestantes d’Alsace contribue à une certaine uniformisation des formulaires liturgiques.

## Les directives liturgiques

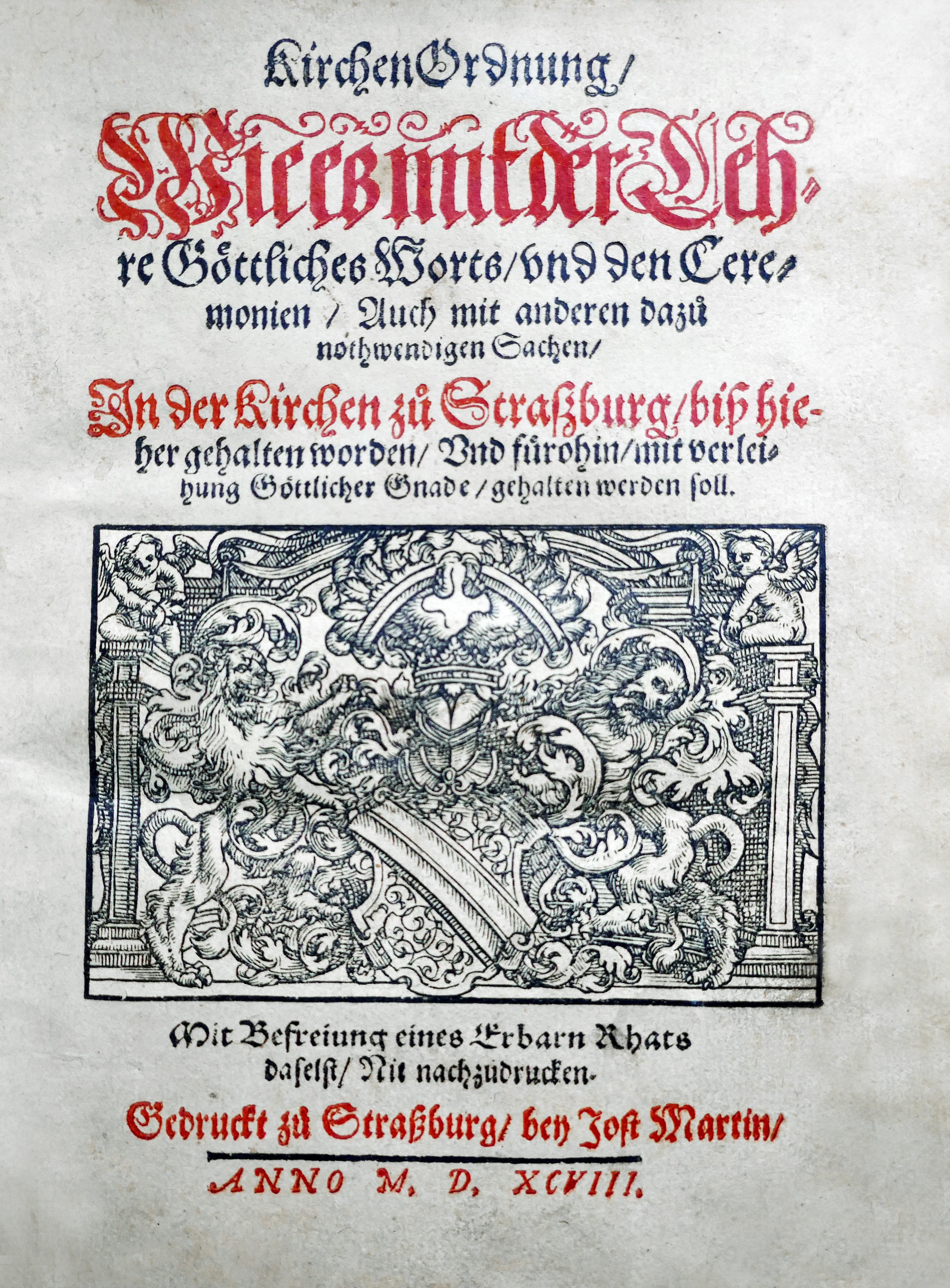
Kirchenordnung, Strasbourg, 1598.

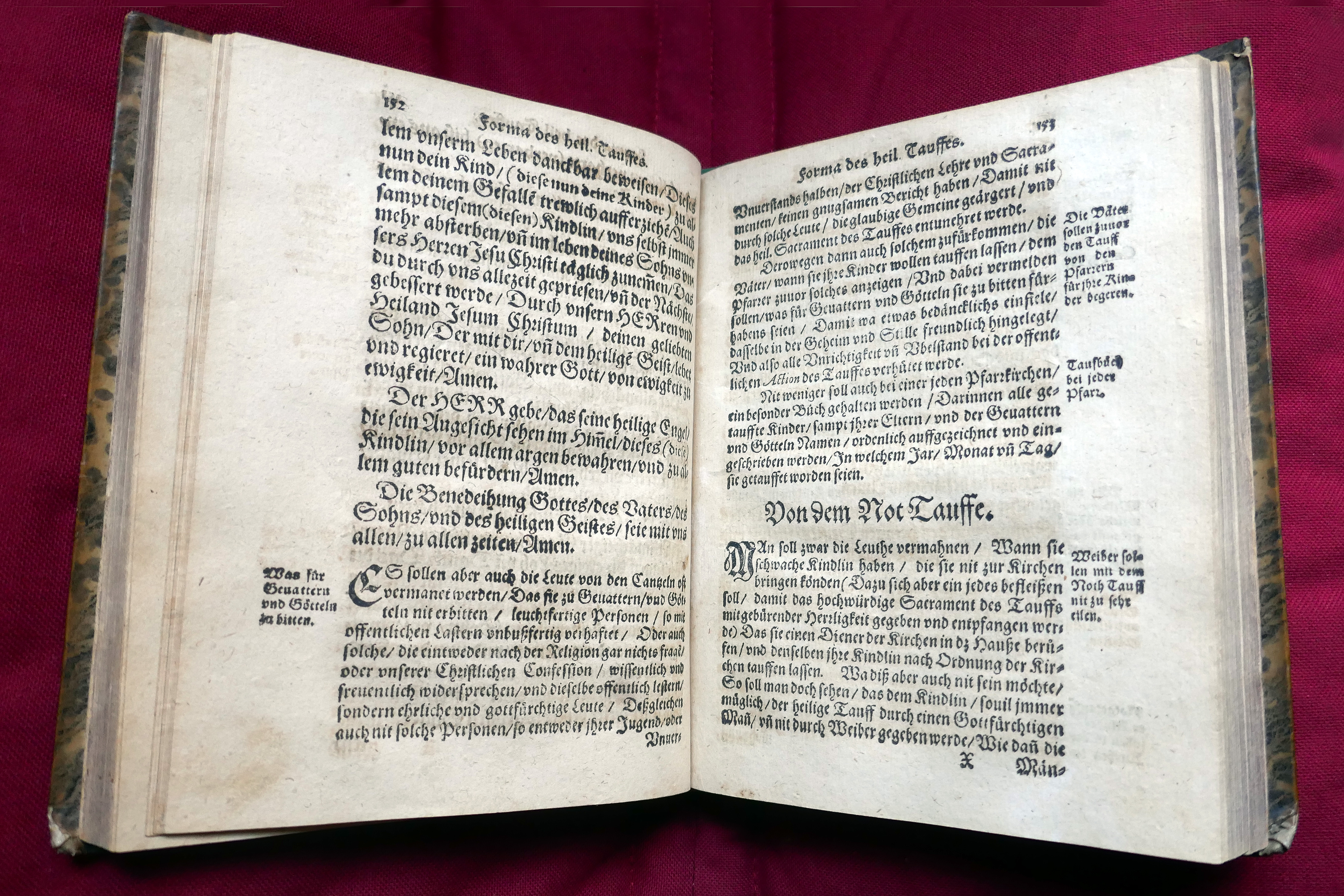
Forma des heil. Tauffes, KO Strasbourg, 1598.

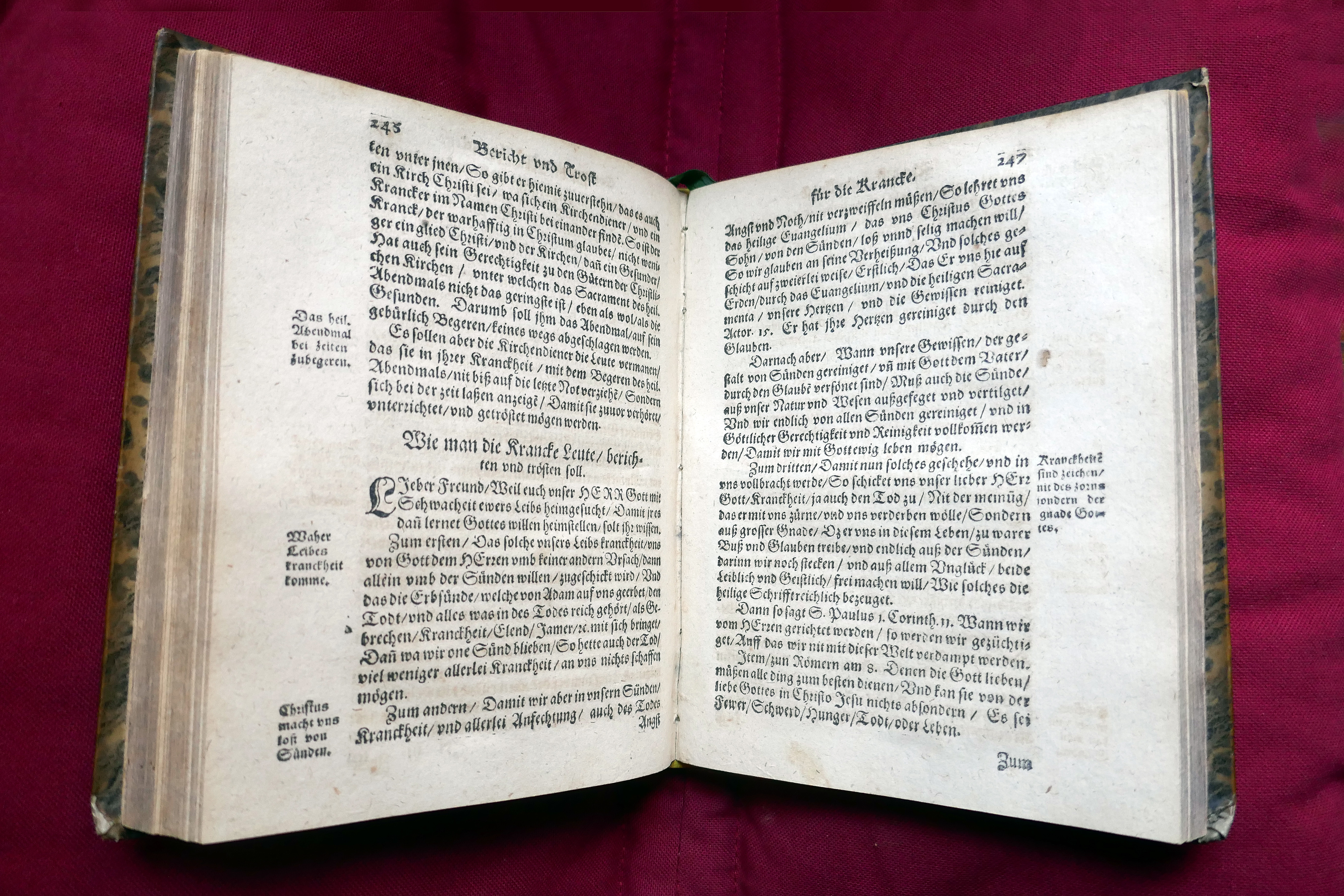
Bericht und Trost für die Krancke, KO Strasbourg, 1598.

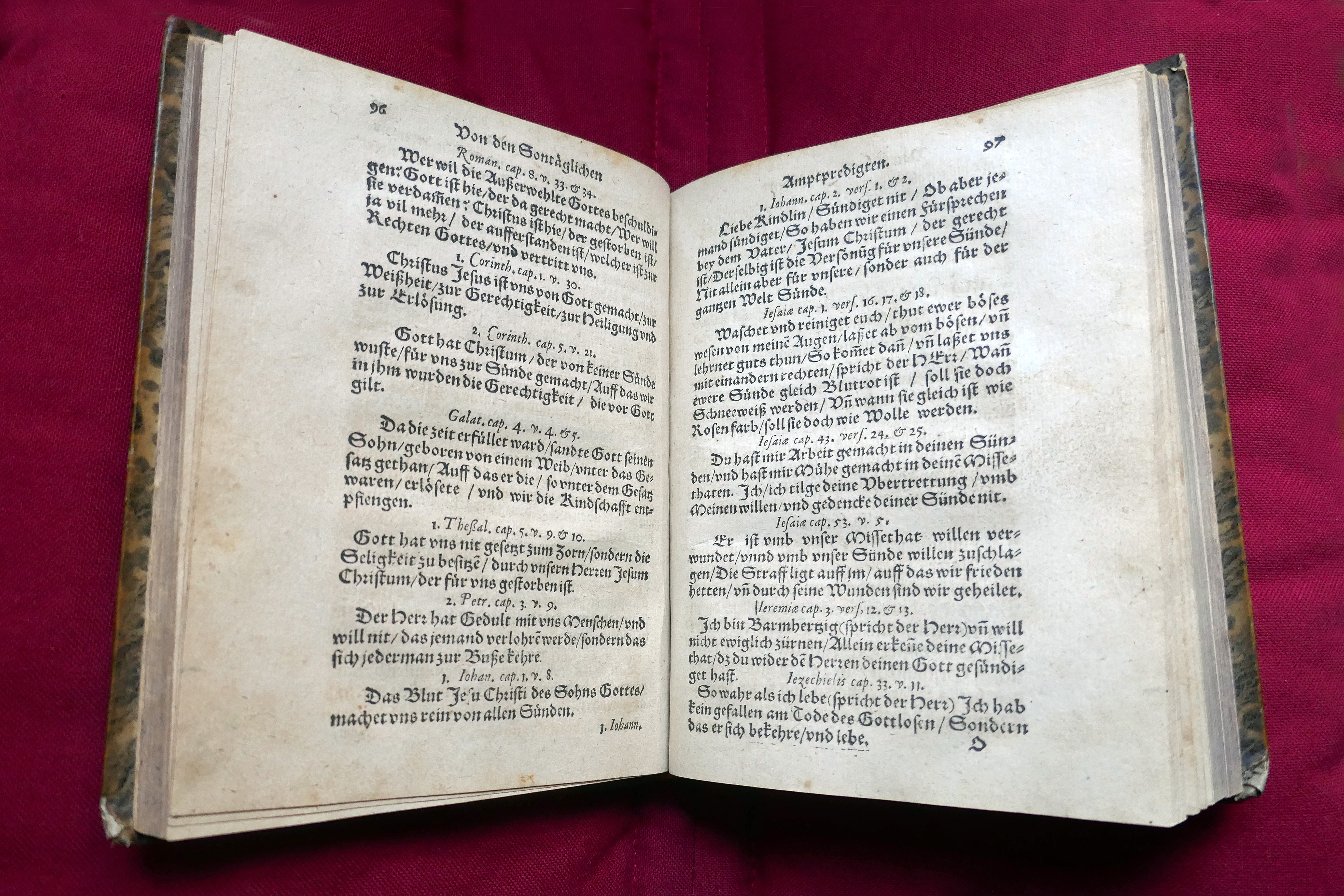
Von den Sontäglichen Amtpredigten, KO Strasbourg, 1598.

On les trouve dans les divers formulaires imprimés et dans les Kirchenordnungen (Ordonnances ecclésiastiques), nombreuses surtout au XVIe siècle. Les directives concernent les cultes dominicaux, les offices célébrés en semaine et des cultes spéciaux tels que des cultes catéchétiques une fois par mois ou par trimestre, ou des cultes de repentance, ou encore les cultes de Carême. Des directives traitent aussi des sacrements, c’est-à-dire du baptême (des enfants) et de la cène, en utilisant le terme Nachtmahl et en abandonnant celui de « messe ». D’autres formulaires et directives concernent la célébration du mariage et des obsèques, l’ordination des pasteurs ou encore la communion des malades. C’est surtout à Strasbourg qu’on trouve, tout au long du siècle, de nombreux formulaires liturgiques dont les plus longs apparaissent dans la seconde moitié du siècle.
Certains formulaires prévoient à quel moment le pasteur doit monter en chaire ou se tenir à l’autel. Ce dernier terme est à nouveau utilisé après un premier temps où, à Strasbourg, il était question seulement de « table du Seigneur ». Dans les villes, les heures du culte sont indiquées ainsi que les paroisses où la cène est célébrée. En ce qui concerne la prédication, centrale dans les célébrations protestantes, il est précisé dans plusieurs textes qu’elle ne doit pas dépasser une heure le dimanche et une demi-heure en semaine. Le dimanche matin, elle porte à Strasbourg sur les évangiles, l’après-midi sur les épîtres, le lundi était consacré à la lecture et à l’explication des prophètes, le mardi aux psaumes, le mercredi aux épîtres, le jeudi au Pentateuque et aux autres livres historiques de l’Ancien Testament, le vendredi et le samedi aux évangiles. Le baptême est célébré en général à l’autel et non plus à l’entrée de l’église. Un des formulaires précise les questions qui doivent être posées aux parrains et marraines. Un formulaire pour la confirmation apparaît seulement en 1557. Selon divers formulaires (en particulier à Strasbourg), la cène était préparée la veille de la célébration par un office spécial, à la fois d’explication et de confession des péchés collective, voire individuelle avec absolution individuelle. D’abord facultatif, cet office de préparation devient obligatoire dans la seconde moitié du siècle. De nombreuses directives précisent la fréquence de la célébration de la cène. Elle est célébrée tous les dimanches à la cathédrale et à tour de rôle dans quatre autres églises de Strasbourg. Ailleurs elle est célébrée soit tous les deux mois (Hanau-Lichtenberg), soit une fois par mois en ville selon les Ordonnances ecclésiastiques du Palatinat électoral et du duché de Deux-Ponts, et même tous les 15 jours à Strasbourg d'après Marbach. L’Ordonnance ecclésiastique de Strasbourg indique comment l’autel doit être préparé pour la célébration de la cène, celle de Marbach qui la précédait précisait l’ordre selon lequel les fidèles devaient s’approcher de l’autel, d’abord les hommes puis les femmes. Durant les célébrations, les fidèles sont invités à plusieurs reprises à chanter des psaumes ou des hymnes médiévaux traduits et adaptés en allemand ou encore le Credo apostolique (qui a remplacé en général le Credo de Nicée), voire le Notre Père. Selon l’Ordonnance du Hanau-Lichtenberg, le pasteur officiant dans un village où il n’y a pas d’école doit chanter seul un psaume au début du culte. Pendant la communion, on chante Gott sei gelobet ou Jesus Christus unser Heiland. À d’autres moments, on chante Christ ist erstanden. Là où existe une école latine (Strasbourg, Bouxwiller), une antienne peut, voire doit être chantée en latin par les élèves.
En un premier temps à Strasbourg, tous les dimanches se ressemblent. Peu à peu les fêtes traditionnelles telles que Noël, la Saint Étienne, le Vendredi saint, Pâques et le lundi de Pâques, l’Ascension, Pentecôte et le lundi de Pentecôte sont réintégrés dans les célébrations. Mais d’autres fêtes vont s’y ajouter concernant l’Épiphanie, la purification de la Vierge, l’annonce faite à Marie la Visitation, la décollation de Jean Baptiste, la conversion de Paul, la figure de Marie Madeleine, la fête de Saint Michel. Les figures auxquelles se rapportent ces fêtes doivent être évoquées dans l’office matinal de la semaine. Dans le comté de Hanau-Lichtenberg, plusieurs de ces fêtes sont considérées comme des « demi-fêtes », à célébrer moins intensément que les autres fêtes.

## Les éléments de la liturgie
Des offices célébrés en semaine, chaque jour selon l’Ordonnance ecclésiastique de 1598, le matin et le soir, surtout dans les villes, comportent une prière de repentance, une demande de protection, la prière dominicale, une prédication et une dernière prière. L’Ordonnance ecclésiastique du Palatinat électoral prévoit des offices le soir dans les villes le mercredi et le vendredi avec chant des psaumes, prédication et prière. Dans les villages on prévoit un office comportant prière, chant et prédication. Le culte dominical se compose d’une entrée qui peut prendre plusieurs formes, d’une confession des péchés publique et d’une absolution, d’une lecture de l’épître et de l’évangile du dimanche, remplacée quelquefois par une lecture continue d’un livre biblique. Le Credo apostolique peut être dit ou chanté avant ou après la prédication. Celle-ci porte en général sur l’évangile du jour. Il y a aussi, après la prédication ou intégrée dans la célébration de la cène, la prière d’intercession pour tous les états de la société, ou une litanie. La place de la prière dominicale varie selon les formulaires. Certains prévoient aussi la lecture des Dix commandements. Les célébrations se terminent par la bénédiction, celle d’Aaron (Nombres 6, 24-26).
Quand la sainte cène est célébrée, le début du culte peut se réduire, comme par exemple dans le comté de la Petite-Pierre à une invocation du Saint-Esprit, des prières, une confession de la foi, une prédication. La partie consacrée à la cène commence par une exhortation à communier dignement ou/et une explication de ce qu’est la cène et de ce qu’elle apporte aux fidèles, une confession des péchés et une intercession suivies de l’absolution et des paroles d’institution. La communion est suivie d’une action de grâces. Ce déroulement apparaît avec certaines variations dans la plupart des formulaires. Des éléments traditionnels de la messe comme la préface ou le Sanctus ont en général disparu. Dans beaucoup de liturgies, l’explication et l’enseignement, relatifs notamment aux sacrements, tiennent une grande place, qui est même grandissante tout au long du siècle.

## Au-delà duXVIesiècle
En général la continuité prévaut par rapport aux directives liturgiques et éléments liturgiques mis en place au XVIe siècle. Quelques modifications mineures apparaissent pourtant, telle l’action de grâce, dans la nouvelle Ordonnance ecclésiastique de La Petite Pierre (1605), pour la protection divine pendant la nuit. La Forme des Cérémonies incluse dans l'Ordonnance ecclésiastique de Colmar invite à intercéder nommément pour des fidèles malades. Elle précise par ailleurs les textes bibliques sur lesquels doivent porter les prédications du mercredi et du vendredi matin. Dans le Hanau-Lichtenberg, l’Ordonnance ecclésiastique de 1659 reprend celle de 1573, mais l’étoffe considérablement. La prédication ne doit pas dépasser la demi-heure ou trois quarts d’heure et éviter les invectives et les sujets trop pointus. Dans les villages, les chants doivent être simples et se rapporter au Notre Père, à la foi, au décalogue. L’Ordonnance prévoit des journées de prière mensuelles ainsi qu’une fête des moissons.
À Strasbourg, les révisions apportées en 1670 à l’Ordonnance ecclésiastique de 1598 n’apportent pas de changements notables, sauf qu’elles intègrent dorénavant tous les écrits du Nouveau Testament (y compris l'Épître de Jacques). Pour la Mittagspredigt à la cathédrale, elle stipule qu’il faut dorénavant prêcher sur le catéchisme et la Confession d'Augsbourg. Au culte dominical principal, une litanie remplace la prière d’intercession. On renonce à fixer d’autorité la fréquence de la célébration de la cène. C’est aux pasteurs d’en décider. Mais dans l’ensemble la continuité a prévalu quasiment jusqu’au XIXe siècle.